# Distretto di Mueang Trang
Il distretto di Mueang Trang (in thailandese: เมืองตรัง) è un distretto (amphoe) della Thailandia, situato nella provincia di Trang, della quale è il capoluogo.